# Ventosa del Río Almar
Ventosa del Río Almar è un comune spagnolo di 141 abitanti situato nella comunità autonoma di Castiglia e León.